# Meniaylovita
La meniaylovita és un mineral de la classe dels halurs que pertany al grup de la chukhrovita. Està properament relacionada amb la chukhrovita-(Ca).

## Característiques
La meniaylovita és un fluorur de fórmula química Ca₄AlSi(SiO₄)F₁₃·12H₂O. Cristal·litza en el sistema isomètric.
Segons la classificació de Nickel-Strunz, la meniaylovita pertany a «03.CG - Halurs complexos, aluminofluorurs amb CO₃, SO₄, PO₄» juntament amb els següents minerals: stenonita, chukhrovita-(Y), chukhrovita-(Ce), chukhrovita-(Nd), creedita, bøggildita i thermessaïta.

## Jaciments
La meniaylovita va ser descoberta en dos cons d'escòria al volcà Tolbàtxik (Kamtxatka, Rússia); també ha estat trobada a Hawaii (Estats Units) i Eldfell, a Heimaey (Vestmannaeyjar, Islàndia).